# State Fair (1945)
State Fair is een Amerikaanse muziekfilm uit 1945 onder regie van Walter Lang. Het scenario is gebaseerd op de gelijknamige roman uit 1932 van de Amerikaanse auteur Phil Stong.

## Verhaal
De boerenfamilie Frake reist af naar de kermis van Iowa. Zowel Margy als Wayne Frake maakt op de eerste dag kennis met een nieuwe geliefde. Ook hun vader vermaakt zich opperbest op de kermis.

## Rolverdeling
| Acteur            | Personage     |
| ----------------- | ------------- |
| Jeanne Crain      | Margy Frake   |
| Dana Andrews      | Pat Gilbert   |
| Dick Haymes       | Wayne Frake   |
| Vivian Blaine     | Emily Edwards |
| Charles Winninger | Abel Frake    |
| Fay Bainter       | Melissa Frake |
| Donald Meek       | Hippenstahl   |
| Frank McHugh      | McGee         |
| Percy Kilbride    | Dave Miller   |
| Harry Morgan      | Barker        |
| Jane Nigh         | Eleanor       |
| William Marshall  | Marty         |
| Phil Brown        | Harry Ware    |

## Filmmuziek
- Our State Fair
- It Might as Well Be Spring
- That's for Me
- It's a Grand Night for Singing
- That's for Me (reprise)
- It's a Grand Night for Singing (reprise 1)
- Isn't It Kind of Fun?
- All I Owe Ioway
- It's a Grand Night for Singing (reprise 2)

## Prijzen en nominaties
| Jaar | Prijs  | Categorie              | Genomineerde(n)                     | Uitslag  |
| ---- | ------ | ---------------------- | ----------------------------------- | -------- |
| 1945 | Oscars | Beste originele nummer | Richard Rogers Oscar Hammerstein II | Gewonnen |